# Walter Duncan
Walter Duncan (Londra, 1848 – Richmond upon Thames, 1932) è stato un pittore britannico.

## Biografia
Sin da giovane fu attratto dal disegno e dell'arte, infatti collaborò con il padre, il disegnatore e pittore Edward Duncan. Come il padre è stato membro del “Royal Society of Watercolours” di Londra.
Per un periodo ha vissuto nella contea del Surrey.
Si spense a Richmond  (sobborgo di Londra) nel 1932.

## Attività
Walter Duncan si è espresso con le tecniche del disegno, dei pastelli, dell'acquarello e dell'olio.
È stato un celebre acquarellista. Fra le sue opere sono rinomati i paesaggi e gli scorci di città (soprattutto di Londra). Rari sono i ritratti.

## Opere nei musei
- A la Ronde di Devon (Regno Unito) con l'opera Heathland Landscape.
- City Art gallery di Manchester (Regno Unito).
- Museo d'arte di Avellino con le opere dipinte Fanciulla  nel bosco (1898) e Venditrice di fiori a St. Martin in the Fields (1919) .
- Royal Collection di Londra (Regno Unito), con il dipinto The First Interview between Elizabeth Woodville and King Edward IV (1902).